# トーマス・トラクスタン
トーマス・トラクスタン（Thomas Truxtun、1755年2月17日 - 1822年5月5日）は、アメリカ合衆国の海軍軍人。最終階級は海軍代将。姓はトラクストン（Truxtonとも。

## 経歴
トラクスタンはロングアイランドのヘムステッドの近くに生まれる。12歳でイギリスの商船ピット (Pitt) に乗り組むまで、正式な教育はほとんど受けたことがなかった。しかしながら20歳までに彼の才能は開花し、自らの船、アンドリュー・コールドウェル (Andrew Caldwell) を指揮するようになる。アメリカ独立戦争の間、彼は私掠船を指揮し、コングレス (Congress) 、インデペンデンス (Independence) 、マーズ (Mars) 、セント・ジェームズ (St. James) といった船の指揮を執った。この時期、彼は敵艦を数多く拿捕し、一度も苦杯をなめることはなかった。
戦後、彼は海運業に戻り、12年間働いた。1786年には清との貿易を行った最初のアメリカ船を指揮した。その船カントン (Canton) はフィラデルフィアを拠点として活動した。
トラクスタンは1794年に合衆国海軍で大佐に任命され、フランスとの擬似戦争ではフリゲートのコンステレーション (USS Constellation) の指揮を執った。以前彼はサイラス・タルボットと共にコンステレーションの建造工事を監督し、階級論争の後ワシントン大統領によって艦長に任命された。トラクスタンは代将に昇進し、大きく成功した。彼の勝利の内最も有名なものはフランス軍のフリゲート、L'Insurgenteの捕獲であった（USSコンステレーション対ランシュルジャント）。それはトラクスタンを当時の英雄に祭り上げた。
しかしながら、この期間にトラクスタンはリチャード・デイルと共に階級論争に関わった。トラクスタンは1800年の数ヶ月間、プレジデント (USS President) の指揮を執り、その後間もなく海軍を退役、ニュージャージー州のパースアンボイに居を定め、後にフィラデルフィアへ移り住んだ。彼は第一次バーバリ戦争が始まると1801年に軍に戻るよう要請されたが、これを拒否し完全に引退した。
トラクスタンは1810年に合衆国下院議員に立候補したが落選し、1816年にフィラデルフィア郡の保安官に選出、4年の任期を務めた。彼はまた当時有名となった数冊の本を発行した。その内容は航法および海軍戦術についてのものであった。トラクスタンは死後クライスト・チャーチ墓地に埋葬された。
何隻かの海軍艦艇が彼に因んでトラクスタンと命名された。また、ニューヨーク州トラクスタンも彼に因んで命名された。ワシントンD.C.には以前、トラクスタンに因んで名付けられたトラクストン・サークルという名のロータリー交差点が存在したが、現在は撤去され近くに地名としてその名を残している。メリーランド州アナポリスのトラクストン・パークも彼に因んで命名された。